# Kongregace pro mimořádné církevní záležitosti
Kongregace pro mimořádné církevní záležitosti (it. Congregatio de Negotiis Ecclesiasticis Extraordinariis) byla kongregace Římské kurie, kterou založil papež Pius VI. v roce 1793 jako Super Negotiis Ecclesiasticis Regni Galliarum. Tvořila tzv. vnější sekci Státního sekretariátu, soustředěnou na diplomacii a vztahy římskokatolické církve s vládami cizích zemích. Prodělala několik reorganizací až ji nakonec 15. října 1967 papež Pavel VI. přeměnil v Radu pro veřejné záležitosti církve. Papež Jan Pavel II. apoštolskou konstitucí Pastor Bonus (1988) tuto Radu zrušil a její funkce převedl na druhou sekci Státního sekretariátu.